# Armada Halley
L'Armada Halley és el nom generalment acceptat i utilitzat popularment per cinc sondes espacials enviades a examinar el Cometa de Halley durant la permanència del 1986 a través del sistema solar interior, per l'aparició "1P/1982 U1". L'armada consistia en una sonda de l'Agència Espacial Europea, dues sondes que eren projectes conjunts entre la Unió Soviètica i França i dues sondes del Institute of Space and Astronautical Science del Japó.
La col·laboració entre les diferents agències i les seves sondes va fer possible l'aproximació de la sonda europea Giotto al nucli. Les sondes soviètiques Vega van situar la posició del cometa i la NASA va mesurar amb precisió la posició de les sondes Vega, i aquesta informació es va fer servir per reduir el marge d'incertesa de la posició del Halley a uns 40 km. Sense les mesures de les altres sondes espacials, la distància més propera del Giotto hauria estat de 4.000 km en lloc dels 596 km assolits.
Les sondes relacionades (per ordre de proximitat màxima):
- Giotto, la primera sonda espacial a obtenir imatges en primer pla de color del nucli d'un cometa. (ESA)
- Vega 1, que va deixar caure una sonda de la mida d'una pilota i un mòdul de descens a Venus abans de visitar el Halley. (URSS/França Intercosmos)
- Vega 2, que va deixar caure una sonda de la mida d'una pilota i un mòdul de descens a Venus abans de visitar el Halley. (URSS/França Intercosmos)
- Suisei, també coneguda com a PLANET-A. Les dades de Sakigake es van utilitzar per millorar el Suisei per la seva missió específica d'estudiar el Halley. (ISAS)
- Sakigake, la primera sonda del Japó d'abandonar el sistema de la Terra, principalment era una prova de la tecnologia de missió interplanetària. (ISAS)

## Altres sondes espacials
Altres sondes espacials havien examinat el Cometa de Halley amb els seus instruments:
- Pioneer 7 va ser llançat el 17 d'agost de 1966. Va ser posat en òrbita heliocèntrica amb una distància mitjana d'1,1 UA per estudiar el camp magnètic solar, el vent solar i els raigs còsmics en punts molt distants en òrbita solar. El 20 de març de 1986, la nau espacial va volar a 12,3 milions de quilòmetres del Cometa de Halley i va monitorejar la interacció entre la cua cometària d'hidrogen i el vent solar.[1]

- Pioneer Venus Orbiter en l'òrbita de Venus, es va posicionar perfectament per prendre mesures del cometa de Halley durant el seu periheli del 9 de febrer de 1986. El seu espectròmetre UV va observar la pèrdua d'aigua quan el cometa de Halley era difícil d'observar des de la Terra.[3]

- International Cometary Explorer, que va ser reutilitzat com a sonda cometària el 1982 i va visitar el Cometa Giacobini-Zinner en el 1985, que va transitar entre el Sol i el cometa de Halley a finals de març de 1986 i va prendre mesures.[1]

## Presumptes observacions des de l'espai
Les observacions del cometa de Halley realitzades per l'equip del Soyuz T-15, com a primer viatge a l'estació espacial Mir el març de 1986, són desconegudes.
Les observacions del cometa de Halley que també s'haurien fet pels equips de bord del Transbordador Espacial Challenger durant les missions STS-51-L i STS-61-E. El STS-61-E hauria transportat la plataforma d'astronomia ASTRO-1 en la seva zona de càrrega útil, però va ser cancel·lat després que el Challenger va ser destruït en un accident de llançament al començament de la STS-51-L.